# Isotomurus bimus
Isotomurus bimus är en urinsektsart som beskrevs av Christiansen och Bellinger 1980. Isotomurus bimus ingår i släktet Isotomurus och familjen Isotomidae. Inga underarter finns listade i Catalogue of Life.